# Albareto
Albareto és un municipi situat en el territori de la província de Parma, a Emília-Romanya, (Itàlia).